# Division IIB du Championnat du monde moins de 18 ans de hockey sur glace 2015
Navigation
Division IIB en 2016
Le tournoi de la Division II B du Championnat du monde moins de 18 ans de hockey sur glace 2015 se déroule du 15 au 23 mars 2015 à Novi Sad en Serbie. Les matches sont joués dans le Centre sportif SPENS.
| \| Localisation de Novi Sad au Nord de la Serbie. \| Localisation de Novi Sad au Nord de la Serbie. |
| Localisation de Novi Sad au Nord de la Serbie.                                                      |

## Aperçu de l'ensemble de la compétition
Le Championnat du monde moins de 18 ans de hockey sur glace 2015 se dispute en plusieurs compétitions distinctes, en fonction des Divisions.
| Tournoi        | Lieu            | Dates               | Nombre de participants | Matches joués |
| -------------- | --------------- | ------------------- | ---------------------- | ------------- |
| Division élite | Zoug et Lucerne | 16 au 26 avril 2015 | 10                     | 30            |
| Division IA    | Debrecen        | 12 au 18 avril 2015 | 6                      | 15            |
| Division IB    | Maribor         | 12 au 18 avril 2015 | 6                      | 15            |
| Division IIA   | Tallin          | 22 au 28 mars 2015  | 6                      | 15            |
| Division IIB   | Novi Sad        | 15 au 23 mars 2015  | 6                      | 15            |
| Division IIIA  | Taipei          | 22 au 28 mars 2015  | 6                      | 15            |
| Division IIIB  | Auckland        | 17 au 19 mars 2015  | 3                      | 3             |

Le groupe principal (Division Élite) regroupe 10 équipes réparties en deux poules de 5 qui disputent un tour préliminaire. Les 4 premiers de chaque poule sont qualifiés pour les quarts de finale. Les derniers de chaque poule disputent une poule de maintien jouée au meilleur des 3 matches. Le perdant est relégué en Division IA pour l'édition 2016.
Pour les autres divisions qui comptent 6 équipes (sauf la Division III B qui en compte 3), les équipes s’affrontent entre elles et, à l'issue de cette compétition, le premier est promu dans la division supérieure et le dernier est relégué dans la division inférieure.
Lors des phases de poule, les points sont attribués ainsi :
- victoire : 3 points ;
- victoire en prolongation ou aux tirs de fusillade : 2 points ;
- défaite en prolongation ou aux tirs de fusillade : 1 point ;
- défaite : 0 point.

## Matches
| 15 mars 2015 | Australie | 2-3 (pr) (1-0, 1-2, 0-0, 0-1) | Belgique | centre sportif SPENS 66 spectateurs |

| Feuille de match      | Feuille de match                                                                         | Feuille de match    | Feuille de match | Feuille de match                                      |
| --------------------- | ---------------------------------------------------------------------------------------- | ------------------- | --- | ----------------------------------------------------- |
|                       | T. Steven (E. Carini, T. Fabijan) — 14 min 24 s - L. Shumak (N. Weiland) — 61 min 15 s - | 1-0 1-1 1-2 2-2 2-3 | - B. Klijsen (T. Claessens, S. Swennen) — 32 min 31 s T. Claessens (S. Swennen) — 35 min 16 s - R. Dhondt — 36 min 25 s | Arbitrage : Vladimir Babic Tibor Fazekas Martin Smrek |
| Tyrone Mendoza-Kehlet | Gardiens                                                                                 | Bruce Hallewaert    | | Arbitrage : Vladimir Babic Tibor Fazekas Martin Smrek |
| 18 min                | Pénalités                                                                                | 8 min               | | Arbitrage : Vladimir Babic Tibor Fazekas Martin Smrek |
| 33                    | Tirs                                                                                     | 32                  | | Arbitrage : Vladimir Babic Tibor Fazekas Martin Smrek |

| 15 mars 2015 | Espagne | 3-1 (1-0, 2-1, 0-0) | Chine | centre sportif SPENS 48 spectateurs |

| Feuille de match  | Feuille de match | Feuille de match | Feuille de match                              | Feuille de match                                       |
| ----------------- | --- | ---------------- | --------------------------------------------- | ------------------------------------------------------ |
|                   | I. Granell (M. Manero, O. Rubio) — 17 min 21 s S. Pous (A. Torner) — 21 min 53 s - S. Pous (A. Torner, G. Torner) — 32 min 33 s | 1-0 2-0 2-1 3-1  | - Deng Z. (Chen Z., Zhong W.) — 24 min 28 s - | Arbitrage : Oleksandr Govorun Uros Aleksic Vanja Belic |
| Alejandro Reneses | Gardiens | Ren Mingwei      |                                               | Arbitrage : Oleksandr Govorun Uros Aleksic Vanja Belic |
| 4 min             | Pénalités | 22 min           |                                               | Arbitrage : Oleksandr Govorun Uros Aleksic Vanja Belic |
| 49                | Tirs | 13               |                                               | Arbitrage : Oleksandr Govorun Uros Aleksic Vanja Belic |

| 15 mars 2015 | Serbie | 3-4 (1-2, 2-0, 0-2) | Roumanie | centre sportif SPENS 242 spectateurs |

| Feuille de match | Feuille de match                                                                               | Feuille de match            | Feuille de match | Feuille de match                                          |
| ---------------- | ---------------------------------------------------------------------------------------------- | --------------------------- | --- | --------------------------------------------------------- |
|                  | P. Podunavac — 3 min 49 s - L. Vukicevic — 20 min 42 s L. Vukicevic (L. Mitic) — 24 min 29 s - | 1-0 1-1 1-2 2-2 3-2 3-3 3-4 | - K. Marton — 12 min 41 s M. Kovacs — 19 min 33 s - O. Szopos (A. Vasile) — 47 min 18 s S. Rokaly (M. Kovacs, E. Antal) — 58 min 32 s (SN) | Arbitrage : Milan Zrnic Stef Oosterling Luchezar Stoyanov |
| Jug Mitic        | Gardiens                                                                                       | Daniel Uruc                 | | Arbitrage : Milan Zrnic Stef Oosterling Luchezar Stoyanov |
| 10 min           | Pénalités                                                                                      | 6 min                       | | Arbitrage : Milan Zrnic Stef Oosterling Luchezar Stoyanov |
| 30               | Tirs                                                                                           | 58                          | | Arbitrage : Milan Zrnic Stef Oosterling Luchezar Stoyanov |

| 17 mars 2015 | Chine | 8-1 (3-0, 1-0, 4-1) | Australie | centre sportif SPENS 46 spectateurs |

| Feuille de match | Feuille de match | Feuille de match                                     | Feuille de match                       | Feuille de match                                           |
| ---------------- | --- | ---------------------------------------------------- | -------------------------------------- | ---------------------------------------------------------- |
|                  | Zhang Z. (Zuo R.) — 4 min 14 s Ying R. — 11 min 42 s Zhang Z. (Zuo R.) — 12 min 23 s Ying R. — 27 min 35 s (IN) Zhu Z. (Wang G., Zuo R.) — 43 min 14 s Zuo R. (Zhang Z.) — 52 min 13 s Deng Z. (Ying R., Song A.) — 52 min 38 s Ying R. (Song A.) — 55 min 37 s (SN) - | 1-0 2-0 3-0 4-0 5-0 6-0 7-0 8-0 8-1                  | - W. Moffatt (T. Fabijan) — 56 min 8 s | Arbitrage : Ramon Sterkens Tibor Fazekas Luchezar Stoyanov |
| Shi Songyuan     | Gardiens | Tyrone Mendoza-Kehlet (52:13) Stephen McCann (07:47) |                                        | Arbitrage : Ramon Sterkens Tibor Fazekas Luchezar Stoyanov |
| 45 min           | Pénalités | 20 min                                               |                                        | Arbitrage : Ramon Sterkens Tibor Fazekas Luchezar Stoyanov |
| 38               | Tirs | 42                                                   |                                        | Arbitrage : Ramon Sterkens Tibor Fazekas Luchezar Stoyanov |

| 17 mars 2015 | Roumanie | 10-1 (4-0, 3-0, 3-1) | Belgique | centre sportif SPENS 20 spectateurs |

| Feuille de match                          | Feuille de match | Feuille de match                                    | Feuille de match                                           | Feuille de match                                           |
| ----------------------------------------- | --- | --------------------------------------------------- | ---------------------------------------------------------- | ---------------------------------------------------------- |
|                                           | T. Gyorfy (B. Gajdo) — 12 min 35 s B. Sallo (F. Creanga) — 18 min 11 s O. Szopos (M. Kovacs, K. Marton) — 18 min 28 s Z. Sandor (S. Rokaly, L. Kollo) — 19 min 41 s Z. Sandor (S. Rokaly) — 20 min 19 s (IN) R. Marton (B. Gajdo, E. Antal) — 28 min 5 s (SN) B. Gajdo (B. Sallo) — 31 min 10 s L. Kollo (Z. Sandor, E. Antal) — 43 min 17 s (2 SN) - B. Sallo (F. Crenaga, R. Marton) — 54 min 2 s S. Rokaly (L. Kollo, Z. Sandor) — 54 min 20 s | 1-0 2-0 3-0 4-0 5-0 6-0 7-0 8-0 8-1 9-1 10-1        | - L. Darques (S. Swennen, Q. Franckx) — 49 min 34 s (SN) - | Arbitrage : Oleksandr Govorun Uros Aleksic Mergen Kaydarov |
| Daniel Uruc (30:53) Szabolcs More (29:07) | Gardiens | Bruce Hallewaert (32:15) Thomas Vanspringel (27:45) |                                                            | Arbitrage : Oleksandr Govorun Uros Aleksic Mergen Kaydarov |
| 14 min                                    | Pénalités | 14 min                                              |                                                            | Arbitrage : Oleksandr Govorun Uros Aleksic Mergen Kaydarov |
| 45                                        | Tirs | 24                                                  |                                                            | Arbitrage : Oleksandr Govorun Uros Aleksic Mergen Kaydarov |

| 17 mars 2015 | Espagne | 2-0 (0-0, 1-0, 1-0) | Serbie | centre sportif SPENS 208 spectateurs |

| Feuille de match  | Feuille de match                                                 | Feuille de match | Feuille de match | Feuille de match                                        |
| ----------------- | ---------------------------------------------------------------- | ---------------- | ---------------- | ------------------------------------------------------- |
|                   | A. Palacios — 31 min 41 s (SN) M. Manero — 59 min 46 s (IN + CV) | 1-0 2-0          | -                | Arbitrage : Vladimir Babic Stef Oosterling Martin Smrek |
| Alejandro Reneses | Gardiens                                                         | Jug Mitic        |                  | Arbitrage : Vladimir Babic Stef Oosterling Martin Smrek |
| 18 min            | Pénalités                                                        | 16 min           |                  | Arbitrage : Vladimir Babic Stef Oosterling Martin Smrek |
| 45                | Tirs                                                             | 29               |                  | Arbitrage : Vladimir Babic Stef Oosterling Martin Smrek |

| 19 mars 2015 | Roumanie | 10-2 (0-1, 5-1, 5-0) | Chine | centre sportif SPENS 49 spectateurs |

| Feuille de match | Feuille de match | Feuille de match                                 | Feuille de match                                       | Feuille de match                                      |
| ---------------- | --- | ------------------------------------------------ | ------------------------------------------------------ | ----------------------------------------------------- |
|                  | - S. Rokaly (F. Creanga, Z. Sandor) — 20 min 57 s - R. Marton (T. Gyorfy, M. Kovacs) — 31 min 41 s M. Kovacs (R. Marton) — 34 min 30 s (SN) S. Rokaly (Z. Sandor) — 34 min 37 s Z. Sandor (F. Creanga) — 36 min 31 s (IN) Z. Stefan (S. Rokaly, O. Szopos) — 41 min 33 s B. Gajdo (C. Ferenc, H. Szennyes) — 43 min 42 s (SN) B. Sallo (H. Szennyes) — 48 min 15 s S. Rokaly (Z. Sandor) — 51 min 41 s (IN) M. Kovacs (O. Szopos) — 53 min 57 s | 0-1 1-1 1-2 2-2 3-2 4-2 5-2 6-2 7-2 8-2 9-2 10-2 | Li O. (Liu Z.) — 13 min 58 s - Ying R. — 27 min 17 s - | Arbitrage : Vladimir Babic Tibor Fazekas Martin Smrek |
| Daniel Uruc      | Gardiens | Ren Mingwei (41:33) Shi Songyuan (18:27)         |                                                        | Arbitrage : Vladimir Babic Tibor Fazekas Martin Smrek |
| 18 min           | Pénalités | 34 min                                           |                                                        | Arbitrage : Vladimir Babic Tibor Fazekas Martin Smrek |
| 52               | Tirs | 20                                               |                                                        | Arbitrage : Vladimir Babic Tibor Fazekas Martin Smrek |

| 19 mars 2015 | Espagne | 14-4 (4-1, 4-1, 6-2) | Australie | centre sportif SPENS 82 spectateurs |

| Feuille de match                               | Feuille de match | Feuille de match                                                               | Feuille de match | Feuille de match                                     |
| ---------------------------------------------- | --- | ------------------------------------------------------------------------------ | --- | ---------------------------------------------------- |
|                                                | G. Torner (O. Rubio, A. Garcia) — 2 min 21 s (SN) I. Granell (O. Rubio) — 8 min 25 s - I. Granell — 17 min 59 s (TP) O. Rubio — 18 min 38 s M. Mendizabal — 20 min 21 s (SN) B. Baldris (G. Torner, O. Rubio) — 24 min 26 s M. Paul — 24 min 38 s - A. Burgos (M. Mendizabal) — 37 min O. Rubio — 44 min 2 s (IN) G. Torner (O. Rubio, A. Torner) — 47 min 53 s (SN) M. Manero (I. Granell, S. Pous) — 48 min 42 s G. Torner (O. Rubio) — 49 min 11 s (SN) A. Torner (O. Rubio) — 51 min 49 s - G. Torner — 54 min 18 s | 1-0 2-0 2-1 3-1 4-1 5-1 6-1 7-1 7-2 8-2 9-2 10-2 11-2 12-2 13-2 13-3 13-4 14-4 | - M. Henning — 10 min 44 s - E. Carini (T. Davis) — 30 min 2 s (SN) - N. Weiland — 51 min 49 s E. Cornford (E. Carini) — 52 min 10 s - | Arbitrage : Milan Zrnic Uros Aleksic Mergen Kaydarov |
| Alejandro Reneses (53:34) Leland Belda (06:26) | Gardiens | Tyrone Mendoza-Kehlet (43:59) Stephen McCann (16:01)                           | | Arbitrage : Milan Zrnic Uros Aleksic Mergen Kaydarov |
| 20 min                                         | Pénalités | 16 min                                                                         | | Arbitrage : Milan Zrnic Uros Aleksic Mergen Kaydarov |
| 68                                             | Tirs | 21                                                                             | | Arbitrage : Milan Zrnic Uros Aleksic Mergen Kaydarov |

| 19 mars 2015 | Serbie | 6-5 (3-0, 2-3, 1-2) | Belgique | centre sportif SPENS 346 spectateurs |

| Feuille de match | Feuille de match | Feuille de match                            | Feuille de match | Feuille de match                                       |
| ---------------- | --- | ------------------------------------------- | --- | ------------------------------------------------------ |
|                  | M. Markovic (P. Podunavac, F. Pajevic) — 6 min 36 s (SN) M. Djumic (M. Popovic) — 17 min 58 s A. Filipovic (S. Curcic, M. Popovic) — 18 min 34 s M. Djumic (L. Mitic, L. Vukicevic) — 21 min 37 s - L. Vukicevic (S. Djuricic, M. Djumic) — 37 min 43 s (IN) - A. Filipovic (M. Popovic) — 46 min 47 s - | 1-0 2-0 3-0 4-0 4-1 4-2 5-2 5-3 6-3 6-4 6-5 | - S. Swennen (J. Laan) — 25 min 49 s Q. Franckx (R. Dhondt) — 33 min 25 s (SN) - J. van Mele (R. Dhondt, A. van Reeth) — 38 min 25 s - S. Swennen (L. Darques, T. de Schepper) — 52 min 8 s (2 SN) J. van Mele (B. Klijsen) — 58 min 49 s | Arbitrage : Ramon Sterkens Vanja Belic Stef Oosterling |
| Jug Mitic        | Gardiens | Bruce Hallewaert                            | | Arbitrage : Ramon Sterkens Vanja Belic Stef Oosterling |
| 32 min           | Pénalités | 22 min                                      | | Arbitrage : Ramon Sterkens Vanja Belic Stef Oosterling |
| 54               | Tirs | 42                                          | | Arbitrage : Ramon Sterkens Vanja Belic Stef Oosterling |

| 21 mars 2015 | Belgique | 4-6 (1-3, 0-1, 3-2) | Espagne | centre sportif SPENS 44 spectateurs |

| Feuille de match | Feuille de match | Feuille de match                        | Feuille de match | Feuille de match                                      |
| ---------------- | --- | --------------------------------------- | --- | ----------------------------------------------------- |
|                  | - R. Dhondt — 19 min 35 s - B. Klijsen — 48 min 9 s (SN) J. Laan (L. Darques) — 51 min 13 s (IN) - L. Darques (B. Klijsen, J. van Mele) — 59 min 35 s | 0-1 0-2 1-2 1-3 1-4 2-4 3-4 3-5 3-6 4-6 | A. Garcia (O. Rubio) — 7 min 48 s O. Rubio — 17 min 15 s - A. Palacios (B. Baldris) — 19 min 54 s M. Manero — 37 min 30 s - A. Arraras (M. Manero) — 56 min 23 s (2 SN) M. Manero (I. Granell) — 58 min 28 s - | Arbitrage : Milan Zrnic Tibor Fazekas Stef Oosterling |
| Bruce Hallewaert | Gardiens | Alejandro Reneses                       | | Arbitrage : Milan Zrnic Tibor Fazekas Stef Oosterling |
| 20 min           | Pénalités | 14 min                                  | | Arbitrage : Milan Zrnic Tibor Fazekas Stef Oosterling |
| 26               | Tirs | 54                                      | | Arbitrage : Milan Zrnic Tibor Fazekas Stef Oosterling |

| 21 mars 2015 | Australie | 3-18 (1-9, 0-5, 2-4) | Roumanie | centre sportif SPENS 39 spectateurs |

| Feuille de match                                     | Feuille de match | Feuille de match                                                                               | Feuille de match | Feuille de match                                    |
| ---------------------------------------------------- | --- | ---------------------------------------------------------------------------------------------- | --- | --------------------------------------------------- |
|                                                      | - R. Smith (L. Shumak, W. Moffatt) — 7 min 30 s (SN) - T. Steven — 55 min 33 s - E. Carini (K. Webster, M. Henning) — 57 min 13 s | 0-1 0-2 0-3 1-3 1-4 1-5 1-6 1-7 1-8 1-9 1-10 1-11 1-12 1-13 1-14 1-15 1-16 1-17 2-17 2-18 3-18 | S. Rokaly (B. Sallo, Z. Sandor) — 19 s T. Gyorfy (Z. Sandor) — 5 min 41 s O. Szopos (M. Kovacs, T. Gyorfy) — 6 min 36 s (SN) - S. Rokaly (Z. Sandor) — 8 min 52 s V. Grigori (A. Vasile, H. Szennyes) — 10 min 25 s L. Kollo (A. Anton) — 11 min 49 s V. Grigori (A. Vasile, C. Ferenc) — 14 min 28 s F. Creanga (Z. Sandor, M. Kovacs) — 17 min 29 s M. Kovacs (F. Creanga, O. Szopos) — 17 min 42 s S. Rokaly (B. Sallo) — 21 min 6 s O. Szopos (M. Kovacs, T. Gyorfy) — 26 min 24 s (SN) A. Vasile (V. Grigori, C. Ferenc) — 27 min 32 s R. Timaru (L. Kollo, N. Borbat) — 28 min 53 s K. Marton (M. Kovacs, F. Creanga) — 34 min 39 s (SN) A. Vasile (B. Gajdo, V. Grigori) — 49 min 26 s B. Sallo (S. Rokaly) — 50 min 45 s (IN) L. Kollo — 55 min 13 s - K. Marton (O. Szopos, M. Kovacs) — 56 min 27 s (SN) - | Arbitrage : Ramon Sterkens Vanja Belic Martin Smrek |
| Stephen McCann (20:00) Tyrone Mendoze-Kehlet (40:00) | Gardiens | Daniel Uruc (40:00) Szabolcs More (20:00)                                                      | | Arbitrage : Ramon Sterkens Vanja Belic Martin Smrek |
| 26 min                                               | Pénalités | 10 min                                                                                         | | Arbitrage : Ramon Sterkens Vanja Belic Martin Smrek |
| 20                                                   | Tirs | 50                                                                                             | | Arbitrage : Ramon Sterkens Vanja Belic Martin Smrek |

| 21 mars 2015 | Chine | 1-6 (0-2, 1-2, 0-2) | Serbie | centre sportif SPENS 397 spectateurs |

| Feuille de match                         | Feuille de match                        | Feuille de match            | Feuille de match | Feuille de match                                               |
| ---------------------------------------- | --------------------------------------- | --------------------------- | --- | -------------------------------------------------------------- |
|                                          | - Li O. (Zhong W.) — 34 min 52 s (SN) - | 0-1 0-2 0-3 1-3 1-4 1-5 1-6 | F. Pajevic (M. Djumic) — 5 min 52 s (SN) P. Podunavac (M. Nikolic) — 19 min 40 s (SN) A. Filipovic (L. Vukicevic) — 27 min 32 s - L. Lestaric — 39 min 15 s (IN) L. Vukicevic (L. Lestaric) — 40 min 55 s (IN) L. Vukicevic (M. Djumic, V. Dragovic) — 48 min 42 s (2 SN) | Arbitrage : Oleksandr Govorun Mergen Kaydarov Luchezar Styanov |
| Ren Mingwei (30:06) Shi Songyuan (29:54) | Gardiens                                | Jug Mitic                   | | Arbitrage : Oleksandr Govorun Mergen Kaydarov Luchezar Styanov |
| 68 min                                   | Pénalités                               | 68 min                      | | Arbitrage : Oleksandr Govorun Mergen Kaydarov Luchezar Styanov |
| 18                                       | Tirs                                    | 44                          | | Arbitrage : Oleksandr Govorun Mergen Kaydarov Luchezar Styanov |

| 23 mars 2015 | Roumanie | 4-3 (pr) (0-1, 1-0, 2-2, 1-0) | Espagne | centre sportif SPENS 19 spectateurs |

| Feuille de match | Feuille de match | Feuille de match            | Feuille de match | Feuille de match                                      |
| ---------------- | --- | --------------------------- | --- | ----------------------------------------------------- |
|                  | - T. Gyorfy (L. Kollo) — 23 min 25 s M. Kovacs (T. Gyorfy) — 43 min 37 s - T. Gyorfy (M. Kovacs, F. Creanga) — 48 min 2 s (SN) - M. Kovacs (T. Gyorfy) — 63 min | 0-1 1-1 2-1 2-2 3-2 3-3 4-3 | S. Pous (M. Manero, I. Granell) — 8 min 53 s (SN) - I. Granell (A. Garcia, M. Manero) — 45 min 57 s - A. Torner (O. Rubio, N. Puertolas) — 55 min 32 s - | Arbitrage : Ramon Sterkens Tibor Fazekas Martin Smrek |
| Daniel Uruc      | Gardiens | Alejandro Reneses           | | Arbitrage : Ramon Sterkens Tibor Fazekas Martin Smrek |
| 6 min            | Pénalités | 18 min                      | | Arbitrage : Ramon Sterkens Tibor Fazekas Martin Smrek |
| 31               | Tirs | 28                          | | Arbitrage : Ramon Sterkens Tibor Fazekas Martin Smrek |

| 23 mars 2015 | Belgique | 7-2 (4-0, 1-1, 2-1) | Chine | centre sportif SPENS 56 spectateurs |

| Feuille de match   | Feuille de match | Feuille de match                         | Feuille de match                                               | Feuille de match                                       |
| ------------------ | --- | ---------------------------------------- | -------------------------------------------------------------- | ------------------------------------------------------ |
|                    | T. Claessens (R. Dhondt) — 3 min 52 s J. Laan (S. Swennen) — 5 min 7 s (SN) L. Darques — 11 min 25 s (SN) Q. Franckx (B. Denis) — 13 min 25 s (2 SN) - S. Swennen — 25 min 46 s J. van Mele — 42 min 3 s - B. Denis (B. Klijsen) — 53 min 38 s (SN) | 1-0 2-0 3-0 4-0 4-1 5-1 6-1 6-2 7-2      | - Ying R. — 25 min 5 s (IN) - Ying R. (Liu Z.) — 49 min 20 s - | Arbitrage : Milan Zrnic Uros Aleksic Luchezar Stoyanov |
| Thomas Vanspringel | Gardiens | Ren Mingwei (13:25) Shi Songyuan (46:35) |                                                                | Arbitrage : Milan Zrnic Uros Aleksic Luchezar Stoyanov |
| 16 min             | Pénalités | 30 min                                   |                                                                | Arbitrage : Milan Zrnic Uros Aleksic Luchezar Stoyanov |
| 35                 | Tirs | 36                                       |                                                                | Arbitrage : Milan Zrnic Uros Aleksic Luchezar Stoyanov |

| 23 mars 2015 | Serbie | 6-1 (0-0, 3-0, 3-1) | Australie | centre sportif SPENS 557 spectateurs |

| Feuille de match                       | Feuille de match | Feuille de match            | Feuille de match                 | Feuille de match                                          |
| -------------------------------------- | --- | --------------------------- | -------------------------------- | --------------------------------------------------------- |
|                                        | V. Zivic — 25 min 54 s L. Vukicevic (L. Lestaric) — 32 min 32 s L. Mitic (M. Djumic, A. Filipovic) — 33 min 3 s F. Pajevic (P. Podunavac) — 44 min 28 s - L. Vukicevic (L. Lestaric) — 56 min 38 s L. Lestaric (L. Vukicevic, F. Pajevic) — 59 min 15 s (SN) | 1-0 2-0 3-0 4-0 4-1 5-1 6-1 | - T. Steven — 49 min 35 s (IN) - | Arbitrage : Oleksandr Govorun Vanja Belic Mergen Kaydarov |
| Jug Mitic (20:00) Matija Ganic (40:00) | Gardiens | Tyrone Mendoza-Kehlet       |                                  | Arbitrage : Oleksandr Govorun Vanja Belic Mergen Kaydarov |
| 6 min                                  | Pénalités | 12 min                      |                                  | Arbitrage : Oleksandr Govorun Vanja Belic Mergen Kaydarov |
| 47                                     | Tirs | 22                          |                                  | Arbitrage : Oleksandr Govorun Vanja Belic Mergen Kaydarov |

## Classement final
| Clt   | Équipe        | PJ | V | VP | D | DP | BP | BC | Diff | Pts |
| ----- | ------------- | -- | - | -- | - | -- | -- | -- | ---- | --- |
| +001, | Roumanie (R)  | 5  | 4 | 1  | 0 | 0  | 46 | 12 | +34  | 14  |
| +002, | Espagne       | 5  | 4 | 0  | 0 | 1  | 28 | 13 | +15  | 13  |
| +003, | Serbie        | 5  | 3 | 0  | 2 | 0  | 21 | 13 | +8   | 9   |
| +004, | Belgique      | 5  | 1 | 1  | 3 | 0  | 20 | 26 | -6   | 5   |
| +005, | Chine         | 5  | 1 | 0  | 4 | 0  | 14 | 27 | -13  | 3   |
| +006, | Australie (P) | 5  | 0 | 0  | 4 | 1  | 11 | 49 | -38  | 1   |

- Promu en Division IIA en 2016
- Relégué en Division IIIA en 2016

## Récompenses individuelles
Meilleurs joueurs
- Meilleur gardien : Alejandro Reneses (Espagne)
- Meilleur défenseur : Tihamer Gyorfy (Roumanie)
- Meilleur attaquant : Lazar Lestaric (Serbie)

| Clt | Joueur         | Équipe   | PJ | B | A | Pts | Pun | +/- |
| --- | -------------- | -------- | -- | - | - | --- | --- | --- |
| 1   | Matyas Kovacs  | Roumanie | 5  | 6 | 9 | 15  | 2   | +9  |
| 2   | Szilard Rokaly | Roumanie | 5  | 8 | 4 | 12  | 4   | +7  |
| 3   | Oriol Rubio    | Espagne  | 5  | 3 | 9 | 12  | 2   | +7  |
| 3   | Zoltan Sandor  | Roumanie | 5  | 3 | 9 | 12  | 0   | +12 |
| 5   | Luka Vukicevic | Serbie   | 5  | 7 | 3 | 10  | 4   | +6  |
| 6   | Tihamer Gyorfy | Roumanie | 5  | 4 | 5 | 9   | 2   | +11 |
| 7   | Manuel Manero  | Espagne  | 5  | 4 | 4 | 8   | 6   | +4  |
| 7   | Otto Szopos    | Roumanie | 5  | 4 | 4 | 8   | 6   | +12 |
| 9   | Florin Creanga | Roumanie | 5  | 1 | 7 | 8   | 2   | +12 |
| 10  | Ying Rudi      | Chine    | 5  | 6 | 1 | 7   | 12  | -3  |

| Clt | Joueur                | Équipe    | PJ | Min      | BC | Moy  | %Arr  | Bl |
| --- | --------------------- | --------- | -- | -------- | -- | ---- | ----- | -- |
| 1   | Jug Mitic             | Serbie    | 5  | 258 h 44 | 11 | 2,55 | 93,53 | 0  |
| 2   | Daniel Uruc           | Roumanie  | 5  | 253 h 53 | 9  | 2,13 | 90,62 | 0  |
| 3   | Shi Songyuan          | Chine     | 4  | 154 h 56 | 11 | 4,26 | 89,42 | 0  |
| 4   | Alejandro Reneses     | Espagne   | 5  | 296 h 34 | 13 | 2,63 | 89,08 | 1  |
| 5   | Bruce Hallewaert      | Belgique  | 4  | 212 h 17 | 21 | 5,94 | 87,57 | 0  |
| 6   | Ren Mingwei           | Chine     | 4  | 145 h 4  | 16 | 6,62 | 86,44 | 0  |
| 7   | Tyrone Mendoza-Kehlet | Australie | 5  | 257 h 27 | 34 | 7,92 | 82,56 | 0  |